# San Francisco Jaltepetongo
San Francisco Jaltepetongo är en kommun i Mexiko.   Den ligger i delstaten Oaxaca, i den sydöstra delen av landet, 300 km sydost om huvudstaden Mexico City.
Följande samhällen finns i San Francisco Jaltepetongo:
- San Isidro Jaltepetongo
- El Llano
- El Tialle
- La Loma